# Diamond Head (filme)
Diamond Head (bra: Os Tiranos Também Amam) é um filme estadunidense de 1963, do gênero drama romântico, dirigido por Guy Green, com roteiro de  Marguerite Roberts baseado no romance de Peter Gilman.

## Sinopse
Hawaii, rico fazendeiro, de família tradicional, com ambições políticas, tenta dominar sua irmã a despeito de sua própria intransigência.  

## Elenco
- Charlton Heston ....... Richard 'King' Howland
- Yvette Mimieux ....... Sloane Howland
- George Chakiris ....... Dr. Dean Kahana
- France Nuyen ....... Mai Chen
- James Darren ....... Paul Kahana
- Aline MacMahon ....... Kapiolani Kahana
- Elizabeth Allen ....... Laura Beckett
- Vaughn Taylor ....... Juiz James Blanding
- Marc Marno ....... Bobbie Chen
- Philip Ahn ....... Mr. Immacona
- Harold Fong ....... Coyama
- Edward Mallory ....... Robert Parsons